# Datalogger
Een datalogger is een elektronisch apparaat dat gedurende langere tijd meetwaarden bijhoudt van omgevingsomstandigheden zoals temperatuur, vochtigheid, druk. Dataloggers worden gebruikt in onder meer voedselverwerking, farmaceutica, HVAC en andere industriële processen.
Ze worden ook gebruikt om de prestaties van apparatuur of processen te volgen en eventuele onregelmatigheden te identificeren.